# 鈴木タイムラー
『鈴木タイムラー』（すずきタイムラー）は、テレビ朝日で2004年4月から2005年10月まで毎週日曜早朝4:15～4:45(放送中止の場合あり)に放送されていた、情報ドキュメントフィクション番組である。制作はTHE WORKSとテレビ朝日サービス（クレジットではT.A.Sと表記）。
半年ごとに内容が異なり、2004年4月～9月は「ある職業の一日を追いかける」番組で、2004年10月～2005年3月は「世間という名の現代社会にはびこるしどけなさを告発する」番組へと一新され、2005年4月～9月は｢人間改革番組｣と続いた。
テレビ朝日のほかCS放送｢MONDO21｣でも放送されていた。
2005年9月で番組は終了したが、10月からはtvk（テレビ神奈川）などで｢THE 鈴木タイムラー｣として半年間、放送した。
かつて東京MXテレビで放送されていた報道番組のスタイルをとった情報バラエティ番組「テレバイダー」のスタッフが再集結した番組である。

## 2004年4月～9月

### 放送内容
毎回、ある職業の一日を追いかける。（過去の一例:タクシーの運転手、ファッション雑誌編集者、バイク便etc...）
報道スタジオのようなセットでアンカーウーマンが二人のリポーターと中継を繋いでいく。（途中にミニドラマや豆占いがある）
二人のリポーターとは金剛地（男リポーター）と女性リポーターである。同じ職業について情報を伝えるが、基本的に一緒にリポートはしない。
金剛地は毎回、空想上の鈴木さんをトコトン妄想していく役割。女性リポーターは4人おり、毎週交代している。
そして、その職業の一番いいときを「コアタイム」という。

### 出演者
- 津島亜由子　スタジオで仕切るアンカーウーマン役であった
- 金剛地武志　鈴木さんを妄想する役割のリポーター役であり、津島からはぞんざいな扱いをされる役どころであった。
- 藤島昌子　第一回のリポーターである。
- 柴田奈津子　リポーター
- 原英里奈　リポーターの一人で、後に仙台放送（フジテレビ系)所属のアナウンサーを経て、フリーアナウンサーとなった。
- 出水麻衣　リポーターの一人で、2006年に新卒でTBSテレビのアナウンサーとなった。
- 永島さや佳　海女役（2005年8月7日）
- 浜田翔子　豆占い師
- 澤木律沙　ブートレッグス17号
- 小田あさ美　ブートレッグス18号

### 金剛地の呼ばれ方
第14回　お茶農家
1. もう一人のリポーター金剛地武志、呼んでみたいと思います。金剛地～
2. もう一人のリポーターの胃酸過多、呼んでみたいと思います。金剛地～
3. もう一人のリポーターのカブリオレ、呼んでみたいと思います。金剛地～
4. もう一人のリポーターの「今の決まり手は?」、呼んでみたいと思います。金剛地～
5. もう一人のリポーターのハート型にして使えなくなったクリップ、呼んでみたいと思います。金剛地～
6. もう一人のリポーターの切ったらスカスカのスイカ、呼んでみたいと思います。金剛地～
7. もう一人のリポーターの六本木の二重駐車、呼んでみたいと思います。金剛地～
8. もう一人のリポーターの毛抜き、呼んでみたいと思います。金剛地～

第13回　回転寿司屋
1. もう一人のリポーター金剛地武志、呼んでみたいと思います。金剛地～
2. もう一人のリポーターのおひげチクチク、呼んでみたいと思います。金剛地～
3. もう一人のリポーターの脂身250g、呼んでみたいと思います。金剛地～
4. もう一人のリポーターのデジカメプリント、呼んでみたいと思います。金剛地～
5. リポーターの「ニッチもサッチも」の『ニッチも』の方呼んでみたいと思います。金剛地～
6. それではリポーターの衣替えまだ、呼んでみたいと思います。金剛地～
7. もう一人のリポーターの1€、呼んでみたいと思います。金剛地～

## 2004年10月～2005年3月

### 放送内容
社会にはびこるしどけなさの被害例（被害者はなぜか皆「鈴木さん」である）を紹介し、その核心に迫り、告発する。
一見シリアスな情報番組のようではあるが、実際は毎週テーマ、展開、結論がみなどこかずれており、またキャスターやリポーターが真顔で行うギャグなども含めてシュールな笑いのバラエティ番組としての色彩が濃い。

## 2005年4月～9月

### 放送内容
津島から金剛地へのダメだしが入り、企画内容は金剛地改造となるが、着地点はやはり毎回どこかずれている。
また、「海賊盤」と題された番組DVDが隔週で公式サイトから販売されており、その販促を担当する「ブートレッグス」、釣りをしている人と携帯占いをする「びしょぬれ海女判断」のミニコーナーも。

### 企画内容
1. ポジティブ化
2. ワイルド化
3. 株式化
4. 温暖化
5. 高層化
6. ロボット化
7. ファンシー化
8. フラット化
9. 肥大化
10. 活性化
11. 一本化
12. アニメ化
13. 関西化
14. セクシー化
15. IT化
16. ツルピカ化
17. 液化
18. 観光地化
19. 最適化
20. キュンキュン化
21. ライブラリー化
22. 総集編
23. 鈴木タイムラーが金剛地武志化
24. ゴールデン化

### 出演者
ブートレックス
- 華彩なな
- 金井アヤ
- 小田有紗
- 河合ヒナ
- 神楽坂恵
- 可愛きょうこ
- 水沢彩
- 木嶋のりこ
- 長谷川りりな
- 荒木のぞみ
- 澤木律沙
- 小田あさ美

## スタッフ
- プロデューサー - 霜田一寿（ザ・ワークス）、康栄眠（ザ・ワークス）、岡田佳治（テレビ朝日）、駒崎桂子（T.A.S）
- 総合演出 - 武田幹治
- ナレーター - 河本邦弘、倖月美和（81プロデュース）
- 構成 - 天明晃太郎、大桶真
- TD - 平間隆啓
- CAM - 高橋広
- VE - 山田由香
- 音声 - 安藤佳代子
- 照明 - 川島弘（共立）
- 美術 - 星野和久（テレビ朝日クリエイト）
- ロケ技術 - 佐藤直志、阿部敬弘（ウイウイスタジオ）
- CG - 細井秀史（エンネットワーク）
- イラスト - みずしな孝之
- スタイリスト - 市原みちよ（スタイリスト・オフィス）
- ヘアメイク - 河西幸司（アッパークラスト）
- 編集 - 橋本竜也（麻布プラザ）
- MA - 蜂谷博（麻布プラザ）
- 音効 - 平山稚子（佳夢音）
- 技術協力 - BS朝日、テイクシステムズ
- 協力 - テアトルアカデミー
- 広報 - 合六千晶（ ザ・ワークス）
- AD - 富修二、永野博子
- ディレクター - 井上裕次、松原裕、岡村恭子
- 制作 -  ザ・ワークス、テレビ朝日サービス(T.A.S)